# 核桃园镇 (巨野县)
核桃园镇，是中华人民共和国山東省菏泽市巨野县下辖的一个乡镇级行政单位。

## 行政区划
核桃园镇下辖以下地区：
核桃园村、付庙村、魏庄村、乐土村、满庄村、李登楼村、马山村、马庄村、庞庄村、曾庄村、刘庄村、黄庄村、齐山村、黄桥村、前山王村、商庄村、后山王村、考庄村、尹口村、黄庞庄村、吴平坊村、黄山头村、前王庄村、后王庄村、李街村、张街村和范店村。